# Élections constituantes de 1945 dans les Deux-Sèvres
Les élections constituantes françaises de 1945 se déroulent le 21 octobre.

## Mode de scrutin
Les députés sont élus selon le système de représentation proportionnelle suivant la règle de la plus forte moyenne dans le département, sans panachage ni vote préférentiel. Il y a 586 sièges à pourvoir.
Dans le département des Deux-Sèvres, quatre députés sont à élire.

## Élus
Les quatre députés élus sont : 
| Identité               | Parti | Parti |
| ---------------------- | ----- | ----- |
| Émile Bèche            |       | SFIO  |
| Émile Poirault         |       | SFIO  |
| Clovis Macouin         |       | UR    |
| André-François Mercier |       | MRP   |

## Résultats

### Résultats à l'échelle du département
| Parti    | Parti                                            | Tête de liste          | Résultats | Résultats | Sièges | Sièges |
| Parti    | Parti                                            | Tête de liste          | Voix      | %         |        |        |
| -------- | ------------------------------------------------ | ---------------------- | --------- | --------- | ------ | ------ |
|          | Section française de l'Internationale ouvrière   | Émile Bèche            | 48 094    | 31.73     | 2      |        |
|          | Entente républicaine                             | Clovis Macouin         | 40 803    | 26.92     | 1      |        |
|          | Mouvement républicain populaire                  | André-François Mercier | 30 355    | 20.03     | 1      |        |
|          | Parti communiste français                        | René Leroy             | 20 778    | 13.71     | -      |        |
|          | Parti républicain, radical et radical-socialiste | Camille Héline         | 11 527    | 7.61      | -      |        |
|          |                                                  |                        |           |           |        |        |
| Inscrits | Inscrits                                         | Inscrits               | 203 912   |           | 4      |        |
| Votants  | Votants                                          | Votants                | 156 367   | 76.68     |        |        |
| Exprimés | Exprimés                                         | Exprimés               | 151 557   | 96.92     |        |        |